# Daouda Sow (Politiker)
Daouda Sow (* 1933; † 6. Dezember 2009 in Dakar) war ein senegalesischer Politiker.

## Biografie
Sow war Mitglied der Sozialistischen Partei (Parti Socialiste) des früheren Präsidenten Abdou Diouf und stieg zum Generalsekretär der Partei im Département Linguère in der Region Louga auf, aus der auch Diouf stammte.
1984 wurde er zum Präsidenten der Nationalversammlung (Assemblée Nationale) gewählt und bekleidete dieses Amt bis zu seiner Ablösung durch Abdoul Aziz Ndao nach der Parlamentswahl am 24. Mai 1998. Darüber hinaus war er Stellvertretender Generalsekretär der Parti Socialiste (PS) und war bis zu seinem Tode Mitglied des Beratungskomitees der PS. Von 1988 bis 1991 war er Präsident der Interparlamentarischen Union.
An den Trauerfeierlichkeiten für Sow, der in der Gemeinde Kamb im Département Linguère beigesetzt wurde, nahmen mehrere führende Politiker der PS wie die Mitglieder von deren Politbüro Abdoulaye Bathily, Moustapha Niasse, Djibo Kâ, Habib Sy und Mamadou Seck teil.